# Donrichardsia macroneuron
Donrichardsia macroneuron là một loài rêu trong họ Amblystegiaceae. Loài này được Grout H.A. Crum & L.E. Anderson mô tả khoa học đầu tiên năm 1979.